# Spoorlijn Skanderborg - Skjern
De spoorlijn Skanderborg - Skjern is een regionale spoorlijn tussen Skanderborg en Skjern van het schiereiland Jutland in Denemarken.

## Geschiedenis
De spoorlijn werd in drie fasen geopend door de Danske Statsbaner. Het gedeelte Skanderborg - Silkeborg op 2 mei 1871, van Silkeborg naar Herning op 28 augustus 1877 en het laatste gedeelte van Herning naar Skjern op 16 juni 1879.

## Treindiensten

### Arriva
Sinds januari 2003 verzorgt Arriva het personenvervoer op dit traject.

## Aansluitingen
In de volgende plaatsen is of was er een aansluiting op de volgende spoorlijnen:
Skanderborg
Fredericia - Århus
Silkeborg
Horsens - Silkeborg, opgeheven
Langå - Bramming (Diagonalbanen), opgeheven
Rødkærsbro - Silkeborg, opgeheven
Funder
Langå - Bramming (Diagonalbanen), opgeheven
Herning
Herning - Viborg, opgeheven
Holstebro - Vejle
Troldhede
Kolding - Troldhede (Troldhedebanen), opgeheven
Skjern
Esbjerg - Struer (Den vestjyske længdebane)